# Acarocybe
Acarocybe — рід грибів. Назва вперше опублікована 1937 року.

## Класифікація
До роду Acarocybe відносять 3 види:
- Acarocybe deightonii
- Acarocybe formosa
- Acarocybe hansfordii